# Triệu vương phi (Đường Trung Tông)
Hòa Tư Hoàng hậu (chữ Hán: 和思皇后; ? - 7 tháng 5, 675), là nguyên phối của Đường Trung Tông Lý Hiển. Do đắc tội với mẹ Trung Tông là Võ Tắc Thiên, bà bị giam trong cung và bỏ đói cho đến chết.

## Tiểu sử
Hòa Tư Triệu hoàng hậu xuất thân từ Kinh Triệu Triệu thị (京兆赵氏) ở Kinh Triệu, Trường An. Tổ phụ Triệu Xước (赵绰) từng làm đến Hữu Lĩnh quân vệ tướng quân, thân phụ Phò mã đô úy Triệu Côi (赵瑰), người đã nghênh thú Thường Lạc công chúa (常乐公主) - con gái của Đường Cao Tổ, làm quan đến chức Tả Thiên Ngưu tướng quân. Khi Trung Tông Lý Hiển còn là Chu vương (周王), Triệu thị được nạp làm Vương phi.
Năm Thượng Nguyên thứ 2 (675), kì mẫu Thường Lạc công chúa đắc tội Võ Tắc Thiên, Triệu phi cũng bị liên lụy. Ngày 7 tháng 5, bà bị giam trong Nội thị tỉnh (内侍省), bỏ đói cho đến chết. Cha bà Triệu Côi khi đó đang là Thọ Châu Thứ sử, bị kết tội thông đồng với Việt vương Lý Trinh (李贞), hạ lệnh xử tử. Thường Lạc công chúa sau đó cũng bị ban chết.
Năm Thần Long (705), Đường Trung Tông phục vị, truy tặng thê tử Triệu phi là Cung hoàng hậu (恭皇后), tặng Triệu Côi làm Tả Vệ đại tướng quân. Khi Đường Duệ Tông Lý Đán đăng cơ, táng Trung Tông vào Định lăng (定陵), đại thần cho rằng Vi hậu có tội, không thể hợp táng, bèn truy thụy cho Triệu thị là Hòa Tư hoàng hậu (和思皇后), làm lễ chiêu hồn và hợp táng cùng Trung Tông.